# Parsonsia
Parsonsia is een geslacht uit de maagdenpalmfamilie (Apocynaceae). De soorten komen voor in de (sub)tropische delen van het Oriëntaals gebied, Australazië en Melanesië.

## Soorten
- Parsonsia affinis Baill.
- Parsonsia alboflavescens (Dennst.) Mabb.
- Parsonsia aneityensis Guillaumin
- Parsonsia apiculata (Bakh.f.) D.J.Middleton
- Parsonsia appressa D.J.Middleton
- Parsonsia bartlensis J.B.Williams
- Parsonsia blakeana J.B.Williams
- Parsonsia brachiata Baill. ex Guillaumin
- Parsonsia brisbanensis J.B.Williams
- Parsonsia brownii (Britten) Pichon
- Parsonsia buruensis (Teijsm. & Binn.) Boerl.
- Parsonsia capsularis (G.Forst.) R.Br. ex Endl.
- Parsonsia catalpicarpa Baill.
- Parsonsia celebica (Oliv.) Sleesen
- Parsonsia constricta D.J.Middleton
- Parsonsia crebriflora Baill.
- Parsonsia curvisepala K.Schum.
- Parsonsia densiflora D.J.Middleton
- Parsonsia densivestita C.T.White
- Parsonsia diaphanophlebia F.Muell.
- Parsonsia dorrigoensis J.B.Williams
- Parsonsia edulis (G.Benn.) Guillaumin
- Parsonsia effusa S.Moore
- Parsonsia eucalyptophylla F.Muell.
- Parsonsia ferruginea J.B.Williams
- Parsonsia flavescens Merr. & L.M.Perry
- Parsonsia flexilis Baill.
- Parsonsia flexuosa Baill.
- Parsonsia franchetii Baill. ex Guillaumin
- Parsonsia fulva S.T.Blake
- Parsonsia goniostemon Hand.-Mazz.
- Parsonsia grandiflora D.J.Middleton
- Parsonsia grayana J.B.Williams
- Parsonsia hebetica Markgr.
- Parsonsia heterophylla A.Cunn.
- Parsonsia howeana J.B.Williams
- Parsonsia inae Guillaumin
- Parsonsia induplicata F.Muell.
- Parsonsia kimberleyensis J.B.Williams
- Parsonsia kroombitensis J.B.Williams
- Parsonsia laevis (A.Gray) Markgr.
- Parsonsia lanceolata R.Br.
- Parsonsia langiana F.Muell.
- Parsonsia larcomensis J.B.Williams
- Parsonsia largiflorens (F.Muell. ex Benth.) S.T.Blake
- Parsonsia lata Markgr.
- Parsonsia latifolia (Benth.) S.T.Blake
- Parsonsia laxiflora Guillaumin
- Parsonsia leichhardtii F.Muell.
- Parsonsia lenticellata C.T.White
- Parsonsia lilacina F.Muell.
- Parsonsia longiflora Guillaumin
- Parsonsia longiloba D.J.Middleton
- Parsonsia longipetiolata J.B.Williams
- Parsonsia macrophylla Pichon ex Guillaumin
- Parsonsia marginata Markgr.
- Parsonsia novoguineensis D.J.Middleton
- Parsonsia oligantha (K.Schum.) D.J.Middleton
- Parsonsia pachycarpa Guillaumin
- Parsonsia paulforsteri J.B.Williams
- Parsonsia pedunculata (Warb.) Markgr.
- Parsonsia penangiana King & Gamble
- Parsonsia philippinensis Merr.
- Parsonsia plaesiophylla (Benth.) S.T.Blake
- Parsonsia populifolia Baill.
- Parsonsia praeruptis Heads & P.J.de Lange
- Parsonsia purpurascens J.B.Williams
- Parsonsia rotata Maiden & Betche
- Parsonsia rubra Kaneh. & Hatus.
- Parsonsia sanguinea (Wernham) Markgr.
- Parsonsia sankowskyana J.B.Williams
- Parsonsia scabra (Spreng.) Markgr.
- Parsonsia schoddei D.J.Middleton
- Parsonsia smithii Markgr.
- Parsonsia straminea (R.Br.) F.Muell.
- Parsonsia sundensis D.J.Middleton
- Parsonsia tenuiflora D.J.Middleton
- Parsonsia tenuis S.T.Blake
- Parsonsia terminaliifolia Guillaumin
- Parsonsia vaccinioides (Markgr.) Markgr.
- Parsonsia velutina R.Br.
- Parsonsia ventricosa F.Muell.
- Parsonsia warenensis Kaneh. & Hatus.
- Parsonsia wildensis J.B.Williams
- Parsonsia wongabelensis J.B.Williams

## Hybride soorten
- Parsonsia × heterocapsa Allan

Aganonerion · 
Acokanthera · 
Adenium · 
Aganosma · 
Allamanda · 
Alstonia · 
Alyxia · 
Amalocalyx · 
Anodendron · 
Apocynum .
Asclepias · 
Baharuia · 
Baissea · 
Beaumontia ·
Caralluma · 
Carissa · 
Catharanthus · 
Cerbera · 
Ceropegia (lantaarnplanten) · 
Chonemorpha · 
Cleghornia · 
Cynanchum · 
Dewevrella ·
Dischidia ·
Ditassa  ·
Echites · 
Elytropus · 
Epigynum · 
Eucorymbia · 
Forsteronia · 
Hoodia · 
Hoya · 
Hylaea · 
Huernia · 
Ichnocarpus · 
Ixodonerium · 
Kopsia · 
Landolphia · 
Lhotzkyella · 
Macroditassa · 
Mandevilla · 
Manothrix · 
Margaretta · 
Marsdenia · 
Matelea · 
Melinia ·
Melodinus  · 
Merrillanthus · 
Metaplexis · 
Metastelma · 
Microdactylon · 
Microloma · 
Miraglossum · 
Mitostigma · 
Morrenia · 
Motandra · 
Nautonia · 
Neoschumannia · 
Nephradenia · 
Notechidnopsis · 
Odontadenia · 
Odontanthera · 
Oncinema · 
Oncostemma · 
Ophionella · 
Orbea · 
Orbeanthus · 
Orbeopsis · 
Orthanthera · 
Orthosia · 
Oxypetalum · 
Oxystelma · 
Pachycarpus · 
Pachycymbium · 
Pachypodium · 
Papuechites · 
Parameria · 
Parapodium · 
Parepigynum · 
Parsonsia · 
Pectinaria · 
Pentacyphus · 
Pentarrhinum · 
Pentasachme · 
Pentastelma · 
Pentatropis · 
Peplonia · 
Pergularia · 
Periglossum · 
Petopentia · 
Pherotrichis · 
Philibertia · 
Piaranthus · 
Pleurostelma · 
Plumeria · 
Pseudolithos · 
Quaqua · 
Quisumbingia · 
Raphistemma · 
Raphionacme · 
Rauvolfia · 
Rhyncharrhena · 
Rhyssolobium · 
Rhyssostelma · 
Rhytidocaulon · 
Riocreuxia · 
Rojasia · 
Sarcolobus ·
Sarcostemma · 
Schistogyne · 
Schistonema · 
Schubertia · 
Secamone · 
Secamonopsis · 
Seutera · 
Sindechites · 
Sisyranthus · 
Solenostemma · 
Sphaerocodon · 
Stapelia · 
Stapelianthus · 
Stapeliopsis · 
Stathmostelma · 
Stenomeria · 
Stenostelma · 
Stigmatorhynchus · 
Schizozygia · 
Tacazzea · 
Tectiphiala · 
Trachelospermum · 
Urceola · 
Vallariopsis · 
Vinca (maagdenpalm) · 
Vincetoxicum (engbloem)